# Driver 2
Driver 2, Driver 2: Back on the Streets lub Driver 2: The Wheelman is Back (na konsolę Game Boy Advance wydany jako Driver 2 Advance) – komputerowa gra akcji, druga część z serii Driver. Gracz ponownie wciela się w postać policjanta Tannera, który przenika do świata przestępczego. Jego zadaniem jest rozpracowanie międzynarodowej szajki.
Gra została wydana w wersji na konsolę PlayStation oraz Game Boy Advance odpowiednio w 2000 i 2002 roku.
W 2000 roku gra otrzymała nagrodę Blockbuster Award w kategorii Favorite Video Game of the Year.

## Fabuła
Gracz wciela się w postać policjanta Tannera, który ma za zadanie walczyć z grupą przestępczą, w czym pomaga mu Tobias Jones. Tanner prowadzi operacje przeciwko Solomonowi Caine – szefowi gangu w Chicago i Alvarowi Vasquezowi, przywódcy półświatka w Rio de Janeiro, którego protegowanym jest Pink Lenny. Gangi Caine'a i Vasqueza rywalizują ze sobą. Po ukończeniu części fabularnej gry, Tanner może poruszać się po czterech szczegółowo odwzorowanych miastach: Chicago oraz Las Vegas w Stanach Zjednoczonych, Hawanie na Kubie i Rio de Janeiro w Brazylii.

## Rozgrywka
W Driver 2 istnieje trójwymiarowy świat. Gracz może opuścić (w wersji na GBA nie ma takiej możliwości) i zmienić pojazd (w grze występują samochody osobowe, autobusy, wany, taksówki, radiowozy policyjne, pickupy, ciężarówki i wozy strażackie). W grze zawarto cztery miasta, na które składa się 38 misji (30 misji w wersji na GBA), po 10 dla Chicago i Las Vegas w Stanach Zjednoczonych, 8 dla Hawany na Kubie oraz 9 dla Rio de Janeiro w Brazylii (w wersji na GBA Hawana i Las Vegas zostały pominięte); wszystkie dostępne są w wersji dnia i nocy. Do wyboru w menu w każdym mieście jest pięć aut. W Chicago na stadionie Baseball Stadium jest ukryty sekretny samochód czarno żółty (Black and Yellow) Buick, na Hawanie w podziemnym labiryncie – Mini car, w Las Vegas w garażu – Custom Pick-up, w Rio de Janeiro w dokach – Truck. Tanner może usiąść na krześle przy stoliku lub też bez niego. W Las Vegas w pobliżu domu z białym płotem oraz drogą dojazdową jest garaż, gracz może zadzwonić dzwonkiem, a także otworzyć oraz zamknąć drzwi garażu i zaparkować w nim samochód. W grze występują przechodnie – gracz nie może ich przejechać, postacie zawsze zdążą uciec przed samochodem gracza lub przenikną przez niego. Oprócz gracza ulicami miast jeżdżą inni kierowcy, przestrzegający przepisów ruchu drogowego i posiadający sztuczną inteligencję. W grze występują kręte i proste drogi w przeciwieństwie do pierwszej części, gdzie drogi były proste, przecinające się. Gracz jest ścigany przez policję, gdy przekroczy dozwoloną prędkość, porusza się w nieodpowiednim kierunku, niszczy środowisko lub samochody bądź próbuje przejechać ludzi. Gdy radiowozy policyjne zbliżą się na odpowiednią odległość, uderzają w samochód gracza. Na drogach organizowane są blokady policyjne, na które składają się samochody policyjne oraz policjanci celujący z pistoletu w Tannera. Niektóre radiowozy policji oraz radiowozy użyte w blokadach są niedostępne dla gracza, gdy gracz przesiądzie się do zaparkowanego radiowozu, jest poszukiwany przez policję. Podczas gdy gracz jest ścigany przez policję, nie może on opuścić samochodu. Na niektórych skrzyżowaniach czy też innych drogach znajduje się pracująca sygnalizacja świetlna. Gdy postać gracza jest poza pojazdem, a gracz nie podejmuje akcji, Tanner spogląda na zegarek na jego lewej ręce.
W prawym dolnym rogu wyświetlana jest mała mapa (pełna mapa dostępna jest w menu podczas rozgrywki), która pokazuje aktualną pozycję gracza oraz pozycje radiowozów. W lewym górnym rogu znajdują się dwa wskaźniki: Zniszczenie (ang. Damage) i Przestępstwo (ang. Felony), pierwszy odpowiada za uszkodzenia pojazdu drugi zaś za popełnione zbrodnie.
Gra zawiera dziewięć licencjonowanych utworów: m.in. kubański blues wykonany przez Hounda Doga Taylora.
Na mocy podpisanej umowy między Infogrames i Diesel, postacie w grze ubrane są w licencjonowaną odzież tejże firmy, na billboardach reklamowych zawarte zostało logo firmy.
Gra dostępna jest w pełnej angielskiej wersji językowej, w Rio de Janeiro i Hawanie przez lektora używany jest język hiszpański (napisy w innych językach).

### Tryby gry
Gra zawiera sześć trybów gry Undercover (tryb fabularny), Take A Ride (możliwość jeżdżenia po odblokowanych miastach), Quick Chase (pościg wybranego samochodu w czasie 1 min. i 33 sekund), Quick Getaway (zgubienie pościgu), Gate Racing (przejazd przez 100 punktów kontrolnych, za każdy przejechany punkt gracz otrzymuje sekundę do kończącego się czasu), Trailblazer (gracz musi zniszczyć 100 wyznaczonych pachołków, za każdy pachołek gracz otrzymuje sekundę do kończącego się czasu), Checkpoint (gracz musi dojechać do pięciu miejsc oznaczonych strzałką i uzyskać jak najlepszy czas), Survival (gracz musi uciekać przed hordą goniących go radiowozów policji), Multiplayer (podczas rozgrywki na podzielonym ekranie dla dwóch graczy w wersji na konsolę PS1 dostępne są tryby Take A Ride, Cops' n' Robbers, Checkpoint i Capture the Flag. W wersji na GBA w tym trybie może uczestniczyć czterech graczy, w tym trybie jest dostępnych kilka minigier).

## Wydanie
Driver 2 jest drugą grą z serii Driver wyprodukowaną przez Reflections Interactive. Do prac nad grą zaangażowano między innymi producenta Kirby Fonga, projektanta Martina Edmonsona oraz projektanta Craiga Lawsona.
27 września 2000 roku poinformowano, że Infogrames otrzymało zamówienie na wydanie miliona sztuk Driver 2 w Stanach Zjednoczonych.
Gra była promowana w Stanach Zjednoczonych na ulicach Nowego Jorku, Los Angeles, San Francisco i Chicago.
Gra została wydana po raz pierwszy przez Infogrames na konsolę PlayStation w Stanach Zjednoczonych 13 listopada 2000 roku, 17 listopada tego samego roku grę wydano w Europie. 4 i 22 października 2002 roku grę wydał Atari w Europie i Stanach Zjednoczonych w wersji na Game Boy Advance.
18 maja 2000 roku ujawniono, że gra może być wydana na konsolę Dreamcast, wydanie nigdy nie miało miejsca.
W 2001 roku gra została ponownie wydana w Stanach Zjednoczonych w edycji Greatest Hits. W 2001 roku grę wydano w edycji Best of Infogrames w Europie. 18 maja 2001 roku grę wydano w Europie w edycji w/ Memory Card, 5 października grę wydano ponownie w Europie w edycji Platinum. 4 grudnia 2001 tego samego roku grę wydano w Europie w edycji Limited Edition. 29 stycznia 2004 roku gra została wydana przez Atari w Europie w kompilacji z poprzednią częścią, 16 marca 2004 kompilację wydał Infogrames w Stanach Zjednoczonych. 30 sierpnia 2001 roku gra została wydana w edycji King Size wraz z grą Anstoss Premier Manager.
Gra otrzymała klasyfikację wiekową T – Teen od organizacji ESRB, 12+ od PEGI, 6 od USK i M – Mature od OFLC.

## Odbiór

### Krytyka
Driver 2 w wersji dla PlayStation spotkał się z mieszanymi reakcjami recenzentów, osiągając według agregatora GameRankings średnią wynoszącą 69,20% maksymalnych ocen. Tom Bramwell z serwisu Eurogamer chwalił to, że w grze występują kręte drogi oraz możliwość wyjścia z samochodu a przerywniki filmowe są profesjonalnie nakręcone, z bardzo realistycznymi zachowaniami ludzi. Bramwell negatywnie odniósł się do zachowania ludzi w grze, gdzie to powinno być najważniejsze, jakość obrazu oraz jego ładowanie się nie jest dobre. Air Hendrix z GamePro stwierdził, że po sukcesie poprzedniej części wymagania co dla Driver 2 są bardzo wysokie. Stwierdził także, że kolizje są zbyt skoczne, a w misjach jest za mało czasu; do pozytywnych stron gry zaliczył przerywniki filmowe, model jazdy oraz muzykę w przerywnikach filmowych. Ben Silverman z Game Revolution pozytywnie odniósł się do wielkości miast oraz możliwości zmienienia pojazdu natomiast negatywnie ocenił grafikę gry, prowadzi ona do słabej kontroli oraz złej gry. Ryan Mac Donald z portalu GameSpot w recenzji stwierdził, iż gra jest wielką kontynuacją, zawiera wiele nowych funkcji, nowe rodzaje misji i miast, oryginalną historię, samochody i ich zachowania oraz uszkodzenia są realistyczne, gra jest niezwykła. Mac Donald napisał, że postacie i miasto po przybliżeniu nie są szczegółowe, a rozgrywka momentami jest zwolniona, ale to nie jest poważnym problemem. Recenzent o pseudonimie jkdmedia z GameZone stwierdził, iż grafika i dźwięki są bardzo dobrze zrobione, prowadzenie samochodów jest fantastyczne, montowanie filmów z rozgrywki jest wielką rzeczą, Driver 2 jest świetną grą. Według Douga Perry'iego gra jest cieniem potęgi jaką wypracował Driver, jest rozczarowującą grą.
Driver 2 Advance w wersji dla Game Boy Advance również spotkał się z mieszanymi reakcjami recenzentów, osiągając według agregatora GameRankings średnią wynoszącą 63,82% maksymalnych ocen. Star Dingo z GamePro stwierdził, że Driver 2 jest technicznie imponującą grą, miasta są ogromne, pojazdy są łatwe w prowadzeniu, a liczba 30 misji jest imponująca, jednak są to zasadnicze zadania – jazda z punktu A do B. Frank Provo z serwisu GameSpot w recenzji napisał, że to zdumiewające, że gra tak bardzo przypomina wersję z PlayStation. Jedną z najfajniejszych cech gry jest możliwość opuszczenia samochodu i przejecie następnego. Promień skrętu i uszkodzenia niektórych samochodów są żałosne. W grze nie ma wystarczającej różnorodności muzyki i efektów dźwiękowych. Recenzent o pseudonimie Nix z serwisu IGN uznał, że wersja na GBA jest mniej ekscytująca niż ta z PS1, ale jednak oddaje jej styl.

### Sprzedaż
Po wydaniu gry została oszacowana sprzedaż na poziomie 1 200 000 egzemplarzy. 6 lutego 2001 roku ogłoszono, że w Stanach Zjednoczonych zostało sprzedanych około 1 100 000 egzemplarzy i ponad 2 000 000 na całym świecie.
Według VGChartz włącznie do 18 sierpnia 2012 na świecie sprzedano 4 730 000 egzemplarzy gry w wersji na PlayStation, w tym 2 360 000 egzemplarzy w Ameryce Północnej, 2 100 000 w Europie oraz 20 000 w Japonii. W wersji na Game Boy Advance na ten sam moment sprzedano 250 000 egzemplarzy w Ameryce Północnej i 90 000 w Europie.
| Obszar           | Sprzedaż                       |
| ---------------- | ------------------------------ |
| Ameryka Północna | - PS: 2 360 000 - GBA: 250 000 |
| Europa           | - PS: 2 100 000 - GBA: 90 000  |
| Japonia          | - PS: 20 000                   |
| Świat            | - PS: 4 730 000 - GBA: 340 000 |

### Nagrody
| Rok  | Nagroda           | Kategoria                       | Nominacja       |
| ---- | ----------------- | ------------------------------- | --------------- |
| 2000 | Blockbuster Award | Favorite Video Game of the Year | Gra komputerowa |